# 冂部
冂部（けいぶ）は、漢字を部首により分類したグループの一つ。
康熙字典214部首では13番目に置かれる（2画の7番目）。

## 概要
冂の字は都市から遠く離れた郊外の地を意味し、国境または城郭に象るという。
冂部は「冂」を筆画に持つ漢字を分類している。現在冂部に属する文字には、国境・城郭としての「冂」とは字源的に関係のない象形文字や、帽子・頭巾の象形文字である「冃」を意符とした文字が多い。
部首としての「冂」は漢字によっては「⺆」という縦画が少し左に曲がった字形で用いられる場合もある。UnicodeのCJK部首補助では、「⺆」の字形が「BOX」の部首名で登録されている。

## 部首の通称
- 日本：けいがまえ、まきがまえ、どうがまえ、えんがまえ
- 中国：同字框
- 韓国：멀경몸부（meol gyeong mom bu、遠い冂の構の部）
- 英米：Radical Upside-down box

## 部首字

金文
小篆

冂 - 「坰」の本字とされる。
- 中古漢語
  - 集韻 - 涓熒切
  - 詩韻 - 青韻、平声
  - 三十六字母 - 見母
- 現代漢語
  - 普通話 - ピンイン：jiōng注音：ㄐㄩㄥ ウェード式：chiung1
  - 広東語 - Jyutping:gwing1
- 日本語 - 音：ケイ（漢音）
- 朝鮮語 - 音：경(gyeong) / 訓：멀（meol、遠い）

- 金文
- 小篆

## 例字
- 円（圓→囗部）・内（內→入部）・冉・冊・册・再・冐（冒→目部）・冑・冕
  - 爾→爻部、肉→肉部

### 最大画数
㒿・𠕲